# 메어 위닝햄
메어 위닝햄(Mare Winningham, 1959년 5월 16일 ~ )은 미국의 배우이다.

## 출연 작품
- 세인트 엘모의 열정
- 브라더스 - 엘시 케이힐 역
- 지오스톰
- 뉴스 오브 더 월드 - 제인 역